# Frederico II de Montefeltro
Frederico II de Montefeltro (em italiano: Federico II Paolo Novello da Montefeltro; ? – c. 1370) foi conde de Urbino de 1364 até sua morte. Era filho de Nolfo da Montefeltro.
Seu filho Antonio sucedeu-lhe à frente do ducado.